# Fluoroamina
A fluoroamina é um composto químico com a fórmula NH2F. É análogo à monocloramina, mas raramente estudado.
O termo fluoroamina geralmente refere-se a aminas com substituintes fluorados, sendo um exemplo a perfluorotributilamina (N(C4F9)3) e perfluorometildietilamina (C2F5)2(CF3)N.